# Вила „Наваро“
Вила „Наваро“ (на гръцки: Βίλλα Ναβάρρο) е историческа постройка в град Солун, Гърция.

## Местоположение
Сградата е разположена в южния квартал Пиргите, на булевард „Василевс Георгиос“ № 29, на кръстовището с улица „Бизани“.

## История
Построена е в 1896 година за гръцкия гражданин Дионисиос Спанос и в 1897 година е продадена на семейство Панду. В 1904 година е ипотекирана при Мойсей Ис. Шалом и в 1911 година става негова собственост. В 1990 година съпругът на Евелин Шалом, Йосиф Наваро, продава сградата на семейство Цакалу, което я реставрира и в нея се помещава Институтът за професионално обучение. В нея се помещава временно и 6-а данъчна служба. Обявена е за защитен обект в 1983 година.

## Архитектура
Състои се от мазе и два етажа. Фасадата е разпредела на три части, като централната част се откроява с главния вход и мраморното стълбище. В допълнение има балкон с богато украсени парапети, поддържани от метални косници. Централният отвор на втория етаж е единственият, който има фронтон. Частите на главната западна фасада са разделени от пиластри с дорийски капители, като отворите са напълно симетрични. Оформлението на задната източна фасада е абсолютно същото, с тази разлика, че стълбището е отстрани. Сградата завършва с назъбена лента, изпъкнал корниз и парапет.